# Cappella di Santa Maria Immacolata dell'Istituto Scolastico Nazareth
La cappella di Santa Maria Immacolata dell'Istituto Scolastico Nazareth è una cappella di Roma che si trova nel complesso dell'Istituto Scolastico Nazareth, al numero 140 della via Cola di Rienzo, nel rione Prati. È dedicata alla Madonna Immacolata e appartiene alla parrocchia della chiesa del Sacro Cuore di Gesù in Prati.

## Storia
La costruzione del complesso dell'Istituto Nazareth, progettato da Corrado de Rossi Re, iniziò nel 1887 e terminò nel 1892. Fu qui che si stabilì la sede della congregazione francese di suore note attualmente come "Religiose di Nazareth" (in francese: Religieuses de Nazareth), ma all'epoca chiamate "Dame di Nazareth". Le suore fondarono anche una scuola che amministrarono per più di un secolo. La scuola è ancora attiva e tutt'oggi una comunità di Religiose di Nazareth vive nell'edificio e anima la messa domenicale alle 11.00, essendo l'Istituto Nazareth di via Cola di Rienzo 140 la Casa Generalizia della Congregazione.

## Descrizione
L'edificio del convento è allineato da ovest a est lungo la via Cola di Rienzo, ma la cappella è allineata lungo la via Orazio, su un asse nord-sud. Per questo motivo non ha una facciata e il suo ingresso su via Orazio porta a un grande vestibolo che funse da cappella del convento quanto la chiesa era in costruzione. La cappella è grande e si presenta con una navata, ma con un'abside semicircolare interna e un piccolo campanile addossato all'angolo sinistro della struttura.
Il lato della cappella rivolto verso la strada si apre in una fila con tre grandi finestre identiche con un paio di nicchie. Le modanature sono elaborate e comprendono due ordini tortili, una caratteristica condivisa con l'istituto. Le bifore sono complesse, con due piani con tre aperture ciascuno concepite come delle arcate attenuate. Tra queste arcate si trova una fila con tre ghirlande che contengono delle croci greche e, alla sommità, un'apertura circolare a forma di piccolo rosone.
La parte sotto la gronda è decorata da un'arcata cieca con delle semicolonne sopra delle mensole e con dei capitelli longobardi. Questo stesso programma decorativo si ripete nella stessa posizione all'esterno dell'abside, eccetto che lì le semicolonne sono disposte su una linea. Sopra l'abside si trova una piccola finestra a forma di quadrifoglio all'interno di una cornice rotonda.
Il campanile è a tre piani, l'ultimo dei quali è alto la metà degli altri due. Il primo è semplice, eccetto per una croce greca incassata nelle due facciate visibili dalla strada e coronata da un cornice con dentelli. Il secondo presenta un'arcata con tre archi aperti per ogni facciata, con colonne e piedritti; è separato dal terzo piano da una linea semplice. L'ultimo piano presenta una fila di tre croci greche incassate in ogni facciata e anche questo è coronato da una cornice con i dentelli. Il tetto è piatto.

## Interno
Il vestibolo è decorato con un affresco di Giovanni Capranesi (1852-1921). La cappella ha un aspetto che richiama l'architettura gotica francese (eccetto per gli archi rotondi) ed è coperta da una volta a crociera che poggia su degli ordini di colonne di pietra decorate con due tonalità di grigio. Le pareti e la volta sono affrescate. Sopra il doppio ingresso del vestibolo si trova un grande affresco di Capranesi della Sacra Famiglia in stile realista.
Il presbiterio dell'abside è separato dalla navata da un arco trionfale e l'altare maggiore è isolato grazie a un baldacchino neomedioevale impressionante. Nella semi-cupola dell'abside si trova un'Immacolata Concezione che raffigura la Madonna in una mandorla e i simboli degli Evangelisti.